# Quasimelita quadrispinosa
Quasimelita quadrispinosa is een vlokreeftensoort uit de familie van de Melitidae. De wetenschappelijke naam van de soort is voor het eerst geldig gepubliceerd in 1889 door Vosseler.